# Sierra de Cabrera (León y Zamora)
La sierra de Cabrera se ubica entre las provincias de León, Zamora, de las cuales constituye los límites suroeste y noreste, respectivamente, para posteriormente prolongarse por el oeste hasta la de Orense. Pertenece al macizo Galaico-Leonés, siendo el Vizcodillo (2121 m) la mayor de sus elevaciones.
Esta sierra se encuentra entre las comarcas de Sanabria y la Carballeda en la provincia de Zamora y las de Cabrera y la Valdería en la provincia de León. Otras sierras cercanas, que forman el macizo de los montes de León: sierra Segundera separada de esta por el valle del río Tera, los montes Aquilianos, sierra del Teleno o la sierra Gamoneda.

## Zonas
Se distinguen dos zonas dentro de esta sierra:
- La sierra de Cabrera Baja, que cuenta con un perfil longitudinal de aproximadamente 50 km. Tiene su origen en el circo del Tera y concluye en el Alto de Peña Negra en Rosinos de la Requejada. La parte este de esta sierra, es denominada «sierra Negra» por los naturales de la zona. En la parte perpendicular con el lago de Sanabria, cuenta con un pronunciado ensanchamiento en el que se encuentran la lagunas glaciares de Cubillas, Los Patos, La Ventosa y Los Peces. A pesar de su denominación "baja" es la zonas más alta de las dos ya que las cumbres de esta serranía superan los 2000 metros son las de Vizcodillo (2121 m), Picón (2076 m), Vidulante (2042 m), Alto del Cadabal (2032 m), Faeda (2023 m), Fallanquinos (2016 m), Alto de Peña Negra (2016 m), El Camello (2008 m), Tres Burros o Tres Cruces (2007 m), La Plana (2007 m) y Riopedro (2000 m). La continua presencia de accidentes geográficos, ha originado una serie de paisajes destacables, entre ellos:[2]

- Los valles de Covadosos, Trefacio, Galende, Barnecilla, Vigo de Sanabria y del río Negro.
- Las lagunas de Riopedro, Truchillas y la del Malicioso.
- El arroyo del Fuego,  el cañón del Tera, la garganta del Argañal y la garganta del Carambilla.
- Picos como el Testero Ciudad (1749 m), al margen de los antes citados.
- Las cuencas de los ríos Rigada y Villarino.

- La «sierra de Cabrera Alta», o simplemente sierra de Cabrera, aunque también se la conoce como la «sierra de Truchillas». Es una continuación en dirección este de la «sierra de Cabrera Baja» desde el Alto de Peña Negra y hasta el monte Beneiros. El pico de máxima altitud es el pico Cubisco (1752 m).[3]

## Glaciarismo
La sierra de Cabrera constituye uno de los principales núcleos de glaciarismo cuaternario en la península ibérica. En las cumbres de la Sierra se desarrollaron glaciares, de donde descendían lenguas de hielo. Por eso contiene el mayor conjunto de lagunas de origen glaciar de España después de los Pirineos, como el (lago de Sanabria, lago de Truchillas o el lago de la Baña). También se puede observar amplios antiguos valles glaciares como el del río Tera.

## Climatología
La elevación de la sierra, sobrepasando los 2000 m, explica la existencia de un clima de montaña, caracterizado por:
- Inviernos fríos y largos, con por fuertes heladas acompañadas de ventiscas de agua y nieve. En las zonas altas se extienden grandes superficies de nieve y hielo en esta época.
- Veranos agradables pero cortos, con máximas sobrepasando los 30 °C pero con noches frescas. Perduran los neveros habitualmente en las cumbres.
- Debido a la proximidad del océano Atlántico, fuertes precipitaciones, con medias anuales oscilando entre 1200 y 1800 mm, pero con breves períodos de sequía en verano.